# Compsapoderus geminus
Compsapoderus geminus es una especie de coleóptero de la familia Attelabidae.

## Distribución geográfica
Habita en Japón Corea y Rusia.